# Przemysław Słowikowski
Przemysław Słowikowski (* 20. November 1993 in Gdynia) ist ein polnischer Leichtathlet, der sich auf den Sprint spezialisiert hat.

## Sportliche Laufbahn
Erste internationale Erfahrungen sammelte Przemysław Słowikowski im Jahr 2012, als er bei den Juniorenweltmeisterschaften in Barcelona mit der polnischen 4-mal-100-Meter-Staffel in 39,47 s den vierten Platz belegte. Im Jahr darauf gewann er dann bei den U23-Europameisterschaften in Tampere in 38,81 s die Silbermedaille hinter dem Team aus dem Vereinigten Königreich. Zwei Jahre später schied er bei den U23-Europameisterschaften in Tallinn mit 29,39 s in der ersten Runde im 100-Meter-Lauf aus. 2016 erreichte er bei den Europameisterschaften in Amsterdam das Halbfinale über 100 Meter und schied dort mit 10,27 s aus, während er mit der polnischen Staffel in 38,69 s den sechsten Platz belegte. Bei den IAAF World Relays 2017 auf den Bahamas schied er mit der 4-mal-100-Meter-Staffel mit 39,84 s in der Vorrunde aus und auch mit der 4-mal-200-Meter-Staffel kam er mit 1:24,78 min nicht über den Vorlauf hinaus. Im August nahm er an der Sommer-Universiade in Taipeh teil und scheiterte dort mit 10,65 s in der ersten Runde über 100 Meter und im Staffelbewerb wurde er im Vorlauf disqualifiziert. Auch bei den Europameisterschaften in Berlin schied er mit 10,54 s in der Vorrunde über 100 Meter aus und wurde mit der Staffel disqualifiziert.
Bei den IAAF World Relays 2019 in Yokohama kam er mit der 4-mal-100-Meter-Staffel nicht ins Ziel und 2021 erreichte er bei den Halleneuropameisterschaften in Toruń das Halbfinale im 60-Meter-Lauf und schied dort mit 6,68 s aus. Anfang Mai schied er bei den World Athletics Relays in Chorzów mit 39,34 s mit der 4-mal-100-Meter-Staffel in der Vorrunde aus. Im Jahr darauf startete er über 60 Meter bei den Hallenweltmeisterschaften in Belgrad und wurde dort in der ersten Runde wegen eines Fehlstarts disqualifiziert.
2015 wurde Słowikowski polnischer Meister im 100-Meter-Lauf sowie 2019 und 2021 in der 4-mal-100-Meter-Staffel. Zudem wurde er 2019 Hallenmeister in der 4-mal-200-Meter-Staffel.

## Persönliche Bestzeiten
- 100 Meter: 10,19 s (+1,6 m/s), 26. Juli 2020 in Jelenia Góra
  - 60 Meter (Halle): 6,61 s, 22. Februar 2022 in Toruń
- 200 Meter: 20,77 s (+1,2 m/s), 24. Juli 2019 in Joensuu
  - 200 Meter (Halle): 21,42 s, 18. Februar 2018 in Toruń